# Mount Bear
Mount Bear je s nadmořskou výškou 4 520 metrů jedna z nejvyšších hor Spojených států amerických a Severní Ameriky. Nachází se na Aljašce, v pohoří svatého Eliáše, v blízkosti hranice s Kanadou.
Hora je pokrytá ledovci. Mount Bear je hůře viditelný a méně známý vrchol - ze severozápadu je obklopený stratovulkánem Mount Bona a z jihovýchodu horami Mount Lucania, Mount Steele a Mount Logan. Leží na území Národního parku Wrangell-St. Elias.
Mount Bear pojmenovali američtí a kanadští pohraniční geodeti na přelomu let 1912 a 1913.